# Bicalutamid
Bicalutamid ist ein Arzneistoff aus der Gruppe der nichtsteroidalen Antiandrogene, welches zur Behandlung des Prostatakarzinoms eingesetzt wird.

## Pharmakologie
Bicalutamid bindet an die zytosolischen Androgenrezeptoren in Prostatazellen, was zum Zelltod (Apoptose) und schließlich zur Wachstumshemmung von Prostatakrebszellen führt. Studien haben gezeigt, dass Bicalutamid in Kombination mit der Standardbehandlung (radikale Prostatabehandlung bzw. -entfernung oder Strahlentherapie) wirksamer war als die alleinige Standardtherapie. Darüber hinaus steigt die Überlebensrate der Patienten erheblich, wenn eine Behandlung mit Bicalutamid und Strahlentherapie eingesetzt wird.
In einer Dosierung von 150 mg/Tag wird Bicalutamid als Monotherapie zur Behandlung von frühem (lokalisiertem oder lokal fortgeschrittenem) nicht metastasiertem Prostatakrebs verabreicht. Und in einer Dosierung von 50 mg/Tag wird es in Kombination mit einem LHRH-Analogon oder einer chirurgischen Kastration zur Behandlung von fortgeschrittenem Prostatakrebs eingesetzt.

## Stereochemie
Bicalutamid ist ein Racemat, und seine antiandrogene Aktivität liegt fast ausschließlich im (R)-Enantiomer vor, während das (S)-Enantiomer nur eine geringe Aktivität aufweist. (R)-Bicalutamid wird langsam und sättigend resorbiert. Es hat eine lange Plasmaeliminationshalbwertszeit (1 Woche) und reichert sich bei täglicher Verabreichung etwa 10-fach im Plasma an. (S)-Bicalutamid wird viel schneller absorbiert und aus dem Plasma ausgeschieden; die Steady-State-Konzentrationen von (R)-Bicalutamid sind 100-mal höher als die von (S)-Bicalutamid. Obwohl eine leichte bis mittelschwere Leberfunktionsstörung die Pharmakokinetik nicht beeinträchtigt, gibt es Hinweise auf eine langsamere Ausscheidung von (R)-Bicalutamid bei Patienten mit schwerer Leberfunktionsstörung.

(R)-Bicalutamid
(S)-Bicalutamid

## Synthese
Die mehrstufige Synthese von Bicalutamid ist in der folgenden Reaktionssequenz beschrieben:
Im ersten Schritt der Synthese wird Methylmethacrylat mit Wasserstoffperoxid und Natronlauge zu Methyl-2,3-epoxy-2-methylpropionat umgesetzt. Dieses wird in Anwesenheit von 4-Fluorthiophenol, Natriumhydrid und Tetrahydrofuran zu Methyl-2-hydroxy-2-methyl-3-(4-fluor-phenylthio)propionat umgesetzt. Durch Umsetzung mit Kaliumhydroxid und weiterhin mit 4-Cyan-3-trifluormethylanilin, Thionylchlorid und Dimethylamin wird schließlich N-(4-Cyan-3-trifluormethylphenyl)-3-(4-fluorphenylsulfonyl)-2-hydroxy-2-methylpropionamid erhalten. Im letzten Schritt erfolgt die Umsetzung mit 3-Chlorperbenzoesäure zum Produkt Bicalutamid.

## Handelsnamen
Casodex (D, F, GB, I), Androcal, Bicalutamid-Uropharm, Bicalutin (D)

## Externe Links zu erwähnten Verbindungen
1. ↑  Externe Identifikatoren von bzw. Datenbank-Links zu 4-Fluorthiophenol:  CAS-Nr.: 371-42-6, EG-Nr.: 206-737-6, ECHA-InfoCard: 100.006.125, PubChem: 67789, ChemSpider: 61107, Wikidata: Q72477172.